# Hindsight 35
Hindsight 35 je cyklistické digitální zpětné zrcátko. Jde o bezpečnostní a měřící systém, který cyklistovi umožňuje vidět za sebe, aniž by musel otáčet hlavou. Přístroj pracuje na principu kamerového snímání prostoru za zády cyklisty, následného přenosu obrazu na čelní display umístěný na řídítkách v zorném poli cyklisty (podobně pracuje také digitální zpětné zrcátko od Audi). Přístroj současně zobrazuje naměřené cyklometrické hodnoty a funguje také jako tzv. „černá skřínka cyklisty“ tedy ukládá do paměti posledních 5 minut záznamu videa.

## O projektu
Tento bezpečnostní projekt odstartoval v roce 2007 americký cyklista, reprezentant státu Kansas a designer Evan Solida (ve své designérské dílně „6 design“ realizoval už několik projektů závodních silničních kol ve spolupráci s americkým výrobcem závodních kol Blue Competition Cycles a také návrh speciálního leho/kleko kajaku s obchodním názvem Bellyak), který po tragické nehodě na kole, při které ho srazil automobil zezadu, málem nepřežil a kvůli svým zraněním byl nucen ukončit profesionální kariéru závodníka. V roce 2009 Evanův projekt, jak pomoci ostatním jezdcům vyhnout se podobné situaci, podpořila také americká společnost UCAN, která se svými investicemi soustředí na zaštiťování nadějných projektů v oblastech technologií a výzkumu. I díky tomuto přínosu se Hindsight 35 dočkal světla světa a do konce roku 2012 přišel na světový cyklistický trh společně se základní řadou příslušenství k měření rychlosti, hrudní frekvence a kadence.

## Technické parametry
- Display řídící jednotky: 3,5" transreflexní LCD.
- Baterie: interní dobíjecí Li-ion (výdrž baterie 5 hodin).
- Kamera: VGA s vestavěným zadním světlem, propojení kabelem HDMI.
- Cyklo-metr: 9 funkcí, ANT+ bezdrátová technologie.
- Ukládání bezpečnostního záznamu 5 min.
- Napájení/připojení k PC pomocí micro USB konektoru.
- Váha cca 250 g včetně příslušenství a držáku na řídítka.